# Ritzingen
Ritzingen est une localité et une ancienne commune suisse du canton du Valais, située dans le district de Conches.
Ritzingen a fusionné, le 1er octobre 2001, avec Biel et Selkingen pour former la nouvelle commune de Grafschaft. Cette commune intègre, le 1er janvier 2017, la commune de Goms. Elle a porté le numéro OFS 6068.

## Culture et patrimoine

### Héraldique
| Blason | Blasonnement : De gueules à l'église d'argent ouverte, ajourée et couverte de sable, mouvant à senestre d'une champagne entaillée de sinople et accompagnée au canton dextre du chef d'une croix pattée d'argent . |